# Hugo Black
Pour les articles homonymes, voir Black.
Hugo Lafayette Black (27 février 1886 – 25 septembre 1971) est un avocat, homme politique et juriste américain qui a été sénateur des États-Unis de 1927 à 1937 et juge associé à la Cour suprême des États-Unis de 1937 à 1971. Membre du parti démocrate et ardent New Dealer, Black a soutenu Franklin D. Roosevelt lors des élections présidentielles de 1932 et 1936, ce qui lui a valu d’être le premier juge nommé à la Cour suprême fédérale par le président Roosevelt. Malgré les nombreuses controverses ayant précédé sa nomination, il a été confirmé par le Sénat par un vote de 63 contre 16.
Il a été l'un des juges de la Cour suprême fédérale les plus influents du XXe siècle. Il est connu pour sa position en faveur d'une lecture textualiste de la Constitution des États-Unis et pour sa défense de la doctrine de l’incorporation totale, selon laquelle le quatorzième amendement de la Constitution des États-Unis rend la Déclaration des droits, adoptée à l'origine pour limiter le pouvoir du gouvernement national, également restrictive du pouvoir des États de restreindre la liberté individuelle. Il a également été considéré comme un fervent partisan des libertés civiles tout au long de sa carrière politique.
En outre, Black s'est opposé à la doctrine du substantive due process, dont s’était servi la Cour suprême fédérale anti-Nouveau Deal afin d’invalider de nombreuses lois qui, selon les conservateurs, interféraient avec la liberté ostensible des entreprises.
Avant de devenir sénateur des États-Unis, Black a été membre du Ku Klux Klan en Alabama, principalement pour obtenir un soutien politique, mais il a démissionné en 1925. En 1937, lors de sa nomination à la Cour suprême fédérale, Black a déclaré : « I did join the Klan. I later resigned. I never rejoined ».

## Biographie

### Jeunesse
Hugo Lafayette Black est né le 27 février 1886 à Harlan, dans le comté de Clay, Alabama, aux États-Unis.
Il était le plus jeune des huit enfants de William Lafayette Black, et de Martha Ardellah Toland. Son père, ancien soldat confédéré, exploitait une ferme à Harlan et sa mère travaillait comme receveuse des postes. Hugo travaillait dans l’imprimerie de l’hebdomadaire et ramassait également du coton pour aider sa famille. Il était proche de sa mère dont il a hérité la passion pour la lecture. À l’inverse, il était plus distant de son père car celui-ci avait des problèmes d’ivresse.
La famille Black a déménagé à Ashland en 1890 afin que les enfants reçoivent une meilleure éducation.
Black a passé une grande partie de son enfance à assister à des rassemblements politiques ainsi qu’à des procès criminels dans le palais de justice du comté de Clay. Dès son plus jeune âge, il aimait s’imaginer à la place des avocats afin de réfléchir à la manière dont lui aurait pu présenter les faits ou soulever une question.

### Études et formation
Il a d’abord commencé des études de médecine au Birmingham Medical College sur la demande de sa mère ainsi que de son frère Orlando. Il a réussi les deux premières années en à peine 9 mois. Grâce à la rapidité de son apprentissage, il a pu être l’assistant de son frère Orlando. Cependant après cet été, les deux frères étaient d’accord sur le fait qu’une carrière de médecine n’était pas faite pour Hugo Black.
Il poursuivit ensuite avec des études de droit à l’université d’Alabama à Tuscaloosa. À nouveau, Hugo fut un étudiant brillant diplômé avec la mention Phi Beta Kappa en 1906. Il fut l’un des sept étudiants ayant eu leur diplôme avec une moyenne d’au moins 95%. Il a accompli cet exploit tout en suivant des conférences d’histoire, d'économie politique et d’anglais.

### Début de carrière professionnelle
Black commença sa carrière en ouvrant un petit cabinet juridique à Ashland. Celui-ci eut peu de succès et termina en cendres ravagé par un énorme incendie qui engloutit la moitié de la ville.
Il décida ensuite d’emménager à Birmingham, qui était à l’époque la plus grande ville industrielle de l’état d’Alabama. Il se spécialisa dans les affaires touchant au droit du travail ainsi que les dommages corporels. Il arriva tout de même à se distinguer en défendant la cause des mineurs noirs et blancs lors de leur grève en 1907.
Jeune et perdu face à l’immensité de cette ville, il décida de rejoindre des groupes civiques ainsi que des loges fraternelles comme « Les Chevaliers de Pythie ».

#### Nomination à la magistrature au tribunal de police de Birmingham
En 1911, il rencontra A. O. Lane, qui était commissaire de police de Birmingham et frère de la loge fraternelle « Les Chevaliers de Pythie »,. Celui-ci nomma Black juge à temps partiel du tribunal de police de Birmingham.
La presse retiendra de Black en tant que juge, sa sévérité et son intransigeance vis-à-vis de l'application des lois étatiques. Il appliqua la loi de la même manière pour tous, sans aucune forme de discrimination raciale à l’encontre du prévenu.

#### Passage de la magistrature assise à la magistrature debout
Aguerri de 3 ans d’expérience au tribunal de police, il décida de rejoindre le parquet en tant que procureur du Comté de Jefferson. Il s'illustra à ce poste en rejetant avec fermeté des milliers d'affaires concernant des délits simples présumés commis par des afro-américains. Au contraire, il concentra ses poursuites dans les enquêtes conduisant à des faits de brutalité voire de meurtres commis par des policiers blancs à l'encontre de suspects noirs. La presse retint l'effectivité ainsi que l'agressivité de son travail au parquet.

#### Combat contre le "Convict leasing"
Black s'est battu contre la location des condamnés à des industries privées, comme les mines de charbon. Cette forme moderne d'esclavage était une source financière importante pour l'État de l'Alabama. Cette pratique était connue pour se solder souvent par la mort des prisonniers noirs.
Durant ce combat il mena sa première affaire importante à Birmingham, qui était la défense de Willie Morton, un condamné noir, qui avait été contraint illégalement à purger vingt-deux jours de plus que sa peine de prison en tant qu'ouvrier loué à une entreprise sidérurgique.
Ce fut sa seule et unique affaire en tant qu'avocat à la Cour suprême fédérale. Black a gagné le procès contre l’un des plus grands avocats de Birmingham.

### Le Ku Klux Klan
En septembre 1923, il intégra la section locale du Ku Klux Klan. Il justifia plus tard son adhésion à cette organisation. En effet, il affirma que c’était la seule organisation capable de fournir une aide à un aspirant politicien comme lui. En effet, le KKK lui a permis d’avoir, selon lui, un soutien politique, financier et d’atteindre les électeurs jusqu’aux campagnes, ce que les syndicats industriels étaient incapables de faire.
Il est allé plus loin dans sa justification en expliquant qu'il voyait en cette organisation une force « anti-corporation » qui pouvait contrebalancer l’influence politique et sociale des industriels et des grandes entreprises, qui avaient, après la destruction du mouvement ouvrier, un contrôle quasi total sur l’économie de l’État de l’Alabama.
Il déclara peu après son élection au Sénat de 1926, « I know that without the support of the members of this organization I would not have been called, even by my enemies, the 'Junior Senator from Alabama. ».

### Carrière au Sénat
En 1925, Black quitta le KKK afin de présenter sa candidature au Sénat américain en tant que démocrate. Il gagna l'investiture démocrate, ce qui lui conféra une certitude quant à sa victoire aux élections générales. Sa campagne électorale se déclina principalement sous trois aspects : soutien de la prohibition, combat de ses opposants millionnaires et lutte contre l'influence qu’a l'argent en politique.
Son premier mandat sénatorial débuta en 1926. Il fut dans l’ensemble assez médiocre car les républicains contrôlaient les deux chambres du Congrès américain ainsi que de la Maison-Blanche. Cela explique en partie pourquoi Black avait peu d'influence sur le monde politique et un impact restreint sur la législation nationale. Il se positionna toutefois déjà contre les intérêts financiers et contre une utilisation peu éthique et frauduleuse du gouvernement à des fins d'enrichissements d'entreprises privées.
En 1932, Hugo Black fut élu pour son deuxième mandat de sénateur. En parallèle, Franklin D. Roosevelt était élu pour son premier mandat de président. La Maison-Blanche passa du côté démocrate, avec en plus de ça, une majorité démocrate au Congrès Américain,. Tout était donc réuni pour que Black s'épanouisse et puisse ainsi avoir un impact plus significatif en politique. Black devint rapidement l'un des principaux soutiens de Roosevelt et du New Deal. Il mena de nombreuses enquêtes et son travail d'investigation au Sénat eut un effet significatif sur la dynamique politique de la législation du New Deal. D’après Thomas Corcoran, tout le travail mené par Black contribua grandement à la réélection de Roosevelt.

### Contribution de Hugo Black en tant que sénateur
On peut distinguer trois grandes contributions de Black à la politique du New Deal durant sa carrière au Sénat : sa « loi des trente heures », son enquête sur la poste aérienne qui aboutit à l’adoption de l’Air Mail Act de 1934, et son enquête sur le lobby.

#### Black-Connery Thirty-Hour bill (ou «loi des 30 heures»)
En 1932 puis en 1933, il présenta son projet de loi, généralement appelé "loi des 30 heures" au Congrès. La disposition centrale du Black Bill était d'interdire le commerce interétatique des produits de l'industrie manufacturière et minière fabriqués par les travailleurs qui travaillaient plus de 30 heures par semaine ou 6 heures par jour. Black et ses partisans voyaient le projet de loi comme un moyen de stimuler l'économie en général et de réduire la concurrence industrielle, sans violer les lois antitrust, parce que toutes les entreprises manufacturières et minières seraient soumises aux mêmes normes en matière de jours et d'heures de travail. Le projet passa au Sénat mais pas à la Chambre.
Roosevelt s’y est opposé pour divers motifs, mais la véritable raison de sa résistance était qu'il envisageait une idée qui allait devenir, plus tard en 1933, la loi sur la relance de l'industrie nationale (National Industry Recovery Act, NIRA). En outre, Roosevelt était partisan d'un avenir économique dynamique et en expansion plutôt que d'un avenir fondé sur une réduction de la production et n’était pas convaincu qu'une semaine de trente heures était essentielle à la santé des travailleurs.
Black tenta d’introduire sa mesure une nouvelle fois en 1935, pour la voir échouer à nouveau. Cependant, en 1938 (après que Black eut quitté le Sénat), une version amendée de son projet de loi, qui étendait sa proposition initiale sur la semaine de travail maximale à quarante heures et établissait le salaire minimum, fut adoptée, et devint le Fair Labor Standards Act, le dernier grand texte législatif du New Deal.
Frances Perkins, en tant que ministre du travail, a joué un rôle décisif dans les efforts qui ont abouti à cette législation. Black a en quelque sorte commencé le travail et Perkins l’a fini.

#### Air Mail Act
En 1933, le sénateur démocrate de l'Alabama Hugo Black établit un comité pour enquêter sur le courrier aérien. L'enquête sur la poste aérienne fit la une de tout le pays.
Black accusait l'administration Hoover, en attribuant des contrats de poste aérienne, d'avoir favorisé les grands holdings d'aviation et d'avoir ignoré les offres concurrentielles des petits opérateurs indépendants. Il dépeignait les grandes compagnies d’aviation comme avides et corrompues.
Or, les démocrates s'étaient engagés à réformer les procédures d'attribution des contrats gouvernementaux et à lutter contre la corruption, le favoritisme et l'influence personnelle.
Roosevelt et le ministre des Postes Farley décidèrent de reprendre la poste aérienne sous contrat privé, mais avec des conditions : aucune compagnie aérienne qui avait un contrat avant la prise de contrôle par le gouvernement ne pouvait désormais opérer. Pour contourner ces règles, les compagnies aériennes changèrent simplement de nom.
Le sénateur Black chercha alors d'autres moyens de sanctionner les compagnies aériennes. Le 12 juin 1934, il présenta le projet de loi Black-McKellar, qui fut connu sous le nom d'Air Mail Act de 1934.
La principale disposition de cette loi consistait à démanteler les holdings d'aviation, de grandes sociétés qui possédaient à la fois des entreprises de fabrication d'avions et des compagnies aériennes. La loi stipulait également que le gouvernement établirait les contrats, les itinéraires et les horaires du courrier aérien, fixerait les taux de subvention et les paiements du courrier aérien, et réglementerait les voies aériennes et les licences des pilotes.

#### Enquête sur le lobby
En 1935, Black avait acquis une réputation d'enquêteur persistant et talentueux du Congrès. Pendant des années, il avait préconisé que les lobbyistes enregistrent publiquement leurs noms, leurs objectifs, leurs salaires et leurs dépenses mensuelles. Puis, au printemps 1935, les lobbyistes des sociétés de services publics menèrent une attaque particulièrement furieuse contre le projet de loi Public Utility Holding Company Act (PUHCA) de Roosevelt qui visait à démanteler les sociétés de holding de services publics.
Les services publics et leurs lobbyistes furent donc les prochaines cibles à attirer la colère du président Black. Il dirigea une attention toute particulière sur les activités de lobbying des organisations anti-New Deal telles que la Liberty League, les Sentinelles de la République et la National Economy League.
L’enquête de Black révéla les tactiques par lesquelles les holdings avaient cherché à créer l'impression d’une opposition du public à la législation. En effet, des milliers de télégrammes prétendument envoyés par des citoyens privés avaient en fait été composés par les sociétés.
Un représentant de la Pennsylvanie avait ainsi reçu 816 télégrammes de personnes de son district dont le nom commençait par "B". Il s'est finalement avéré que ces télégrammes avaient été dictés par un représentant de l'un des plus grands holdings du pays, qui utilisait un annuaire téléphonique pour les noms.
Un Black indigné déclara à un auditoire de radio sur le réseau de la National Broadcasting Corporation que les Américains avaient un droit constitutionnel de pétition mais qu'"aucun groupe sordide ou puissant" n'avait le droit de présenter ses vues "derrière un masque dissimulant l'identité de ce groupe".
Les tactiques de Black étaient très agressives et firent l’objet de nombreuses critiques.
Néanmoins, le travail de Black porta ses fruits. Les méthodes de subventionnement de la marine marchande et des compagnies aériennes furent révisées. Pour la première fois de son histoire, le Congrès vota pour exercer un contrôle sur les lobbyistes.
Le drame des audiences, avec leur exposition aux faux télégraphes et à l'utilisation de vaste somme d'argent, fut en grande partie responsable de la victoire partielle remportée par l'administration Roosevelt dans le cadre du Public Utility Holding Company Act.
En outre, l'utilisation agressive par Black du pouvoir d'investigation du Sénat lui valut la gratitude du président Roosevelt et l'entrée dans les hauts conseils de l'administration.
Les enquêtes de Black, que ce soit sur la poste aérienne ou sur le lobby, visaient à chaque fois à mettre l'accent sur les intérêts des consommateurs plutôt que sur ceux des sociétés de services publics, des lobbyistes et des magnats fortunés. Des discours de Black ressortait presque une sorte de populisme législatif axé sur le consommateur.
Cela s’accordait parfaitement avec le phénomène historique observé du New Deal, à savoir le pouvoir gouvernemental " compensateur " ("countervailing" government power) et l'élévation de l'intérêt du consommateur en tant qu'acteur institutionnel.

### Carrière à la Cour Suprême fédérale

#### Nomination
Dans les deux années précédant l'élection de 1936, la Cour suprême fédérale avait invalidé une grande partie du programme du New Deal pour la reconstruction après la Grande Dépression.
Le président Franklin D. Roosevelt a alors répondu par ce que ses détracteurs les moins charitables ont appelé son "plan de réorganisation de la Cour" (Court-packing plan), qui aurait ajouté jusqu'à six juges à la Cour. Hugo Black a vivement soutenu ce projet.
Cette proposition n'a toutefois jamais abouti, non pas tant à cause du grand tollé qu'elle a suscité mais surtout parce que la Cour a changé d'orientation, en confirmant la loi Wagner et la loi sur la sécurité sociale, et parce que le juge Van Devanter a pris sa retraite .
Le 18 août 1937, le président Franklin Roosevelt nomma à la Cour suprême fédérale le sénateur Hugo Black. Le juge Willis Van Devanter avait pris sa retraite cette année en profitant des conditions d'une nouvelle pension offerte par la loi plus tôt dans la même année (la loi permettait aux juges de la Cour suprême fédérale de prendre leur retraite et de continuer à recevoir leur plein salaire).
La nomination de Black suscita un nombre inhabituel de controverses au Sénat. Néanmoins, Black fut confirmé par le Sénat 63-16.

#### Controverses autour de sa nomination

##### Militant du New Deal
Le sénateur Hugo Black avait été un fervent militant de la législation du New Deal au Sénat.
Or, FDR voulait mettre un ardent New Dealer sur le banc d'une Cour suprême fédérale qui s'était obstinément opposée au programme législatif de sa première administration.
Une controverse est alors née quant à la motivation du choix de Roosevelt : selon ses détracteurs, son objectif était de saper la légitimité de la Cour suprême fédérale.

##### Appartenance au KKK
La cause principale des critiques dont a été victime Hugo Black fut la révélation du fait qu’il avait été membre du Ku Klux Klan.
En effet, le 13 septembre 1937, soit moins d’un mois après sa nomination, le Pittsburgh Post-Gazette publia une série de six articles qui allait faire gagner à son auteur, Ray Sprigle, un prix Pulitizer. Le journal déclarait que Black avait été et était toujours membre du Klan. Les révélations firent l'objet d'une page de journal dans tous les journaux du pays.
Le président Roosevelt déclara lors de sa conférence de presse qu'il n'avait pas eu connaissance d'un quelconque lien avec le Klan lors de la nomination de Black à la Cour. Black était en Europe au moment des faits. De nombreuses demandes de démission ou de mise en accusation furent formulées. De nombreux catholiques, noirs et juifs s'insurgèrent face à cette nomination. La National Association for the Advancement of Colored People fit pression sur Black pour qu'il se retire.
À son retour aux États-Unis et dans un geste sans précédent, Black participa à un discours radiophonique et admit son appartenance au Klan, bien qu'il affirma n'avoir jamais participé à aucune de ses activités. Près de cinquante millions d'auditeurs entendirent ce discours sans précédent.
L'opinion publique s'était cependant retournée contre Black ; lors de son premier jour au tribunal en octobre 1937, il entra par le sous-sol du tribunal, et des centaines de manifestants portaient des brassards noirs pour exprimer leur mécontentement.

##### Constitutionnalité de la nomination
Le 4 octobre 1937, le mandat de la Cour s'ouvrit et Hugo Black prit place sur le banc.
Albert Levitt, un ancien procureur adjoint des États-Unis se leva avec une motion écrite demandant l'autorisation de déposer une requête en vue d'obtenir une ordonnance exigeant que Black démontre les raisons pour lesquelles il devrait être autorisé à occuper le poste de juge associé de la Cour suprême fédérale.
Il arguait que la nomination de Black violait la clause sur les émoluments, en raison d'une pension de la Cour Suprême fédérale qui avait été créée pendant le mandat de Black au Sénat (l'article I, section 6 de la Constitution stipule en effet : « No Senator or Representative shall, during the Time for which he was elected, be appointed to any civil Office under the Authority of the United States . . . the Emoluments whereof shall have been encreased during such time. » ) et qu'il n'y avait pas de poste vacant en bonne et due forme, parce que la retraite du juge Van Devanter n'avait pas créé de poste libre pouvant être occupé par le sénateur Black.
Le 11 octobre, la Cour rendit l’opinion Ex parte Levitt dans laquelle elle rejeta la demande pour défaut d’intérêt dans le chef du requérant.
En effet, pour qu'un particulier puisse invoquer le pouvoir judiciaire pour déterminer la validité d'une action exécutive ou législative, il ne suffit pas qu'il ait un simple intérêt général commun à tous les membres du public mais il faut qu’il démontre qu'il a subi ou risque immédiatement de subir un préjudice direct du fait de cette action.

### Contribution de Hugo Black à la Cour Suprême fédérale

#### Retenue judiciaire et textualisme
Au cours de son long mandat à la Cour suprême fédérale, le juge Black s'est révélé être davantage un constitutionnaliste convaincu qu'un libéral politique.
En effet, il était connu pour sa défense vigoureuse du "sens ordinaire" de la Constitution et soulignait la suprématie du pouvoir législatif ; pour Black, le rôle de la Cour suprême fédérale était limité et prescrit par la Constitution. À la faculté de droit de l'université d'Alabama, on lui avait enseigné " that legislators not judges should make the laws", et il avait très tôt développé une aversion pour les normes juridiques vagues qui laissaient aux juges la liberté de marquer leurs préférences personnelles sur le droit écrit. Il a également développé très tôt un penchant pour la clarté, la précision et la brièveté du langage juridique.
Il croyait que la langue et l'histoire, plutôt que les normes de réalisabilité et de désirabilité de chaque juge, devaient être les facteurs cruciaux de l'interprétation de la Constitution. L'interprétation, selon le juge Black, consistait à expliquer, et non à modifier, la Constitution ou les lois adoptées en vertu de celle-ci. Il pensait que les tribunaux devaient faire respecter la Constitution, et non la remanier comme ils l'entendaient.
Un exemple flagrant de sa position peut être trouvé dans sa dissidence dans l’affaire Griswold v. Connecticut de 1965, où la Cour suprême fédérale avait invalidé une loi du Connecticut qui interdisait à toute personne d'utiliser un moyen contraceptif pour violation du droit à la vie privée.
Il s’agissait d’après Black d'une "uncommonly silly law ». Il ne l’aurait pas soutenue s’il avait fait partie de la législature du Connecticut mais il n’était pas législateur, il était juge à la Cour suprême fédérale.
Selon lui, la seule préoccupation était la question judiciaire limitée : Une telle loi est-elle constitutionnelle ? Les mauvaises qualités d'une loi perçues par les juges ne sont pas une raison suffisante pour déclarer cette loi inconstitutionnelle.
Or, dans Griswold v. Connecticut, Black estimait que l'annonce par la Cour d'un droit constitutionnel à la vie privée n'était pas justifiée parce qu’aucune disposition constitutionnelle spécifique ne garantissait un tel droit.
Une autre illustration de sa position peut être trouvée dans l’affaire Korematsu v. United States (1944).
En effet, c’est Black qui a rédigé l'opinion majoritaire de la Cour suprême fédérale dans l'affaire controversée Korematsu v. United States, qui a validé la décision de Roosevelt d'interner des Américains d'origine japonaise sur la côte ouest pendant la Seconde Guerre mondiale.
Le juge Hugo Black a déclaré: « "all legal restrictions which curtail the civil rights of a single racial group are immediately suspect" and subject to tests of "the most rigid scrutiny [...] Pressing public necessity may sometimes justify the existence of such restrictions; racial antagonism never can" »,. 
Cette décision est un exemple de la croyance de Black dans le rôle limité du pouvoir judiciaire : les juges ne doivent pas se préoccuper de la "sagesse" ou de l'"équité" de telles réglementations, mais doivent se contenter d’en vérifier la constitutionnalité.

#### 1eramendement
Enfin, l’exemple le plus célèbre de sa vision textualiste stricte est très certainement son interprétation du Premier amendement de la Déclaration des droits.
Le Premier amendement énonce: « Congress shall make no law . . . abridging the freedom of speech, or of the press… ». 
D’après Black, ces mots évoquent un commandement clair et sans équivoque : les libertés qu'ils contiennent doivent être absolument protégées contre toute restriction gouvernementale : « Congress shall make no law » veut dire « no law », point final.
Par conséquent, le gouvernement fédéral n’était selon lui pas compétent pour adopter des lois réglementant la liberté d'expression et de presse. Il exprima cet avis dans une opinion dissidente de l’affaire Mishkin v. New York (1966).
Dans la même optique, il était opposé à l’utilisation par la Cour de «balancing tests»: cela consistait à mettre en balance la liberté d'expression et d'autres intérêts comme l’ordre public afin de déterminer si le gouvernement pouvait limiter, voire supprimer les libertés contenues dans le 1er amendement.
On peut faire un lien entre la lecture du 1er amendement de Black et sa position activiste sur les libertés civiles qui en découle, et la philosophie générale entourant le New Deal, qui est de tenter d’atteindre la plus grande liberté individuelle possible.
En effet, en voulant limiter l’action du gouvernement ainsi que celle des juges à émettre des réserves au 1er amendement, Black promeut en réalité plus de liberté pour les citoyens américains et s’inscrit en quelque sorte dans le courant du libéralisme américain moderne.

#### Due process
La doctrine du substantive due process est un principe permettant aux tribunaux de protéger certains droits considérés comme « fondamentaux » contre l'ingérence du gouvernement, même s’ils ne sont pas spécifiquement mentionnés dans la Constitution.
On fait donc la distinction entre les droits procéduraux (listés dans la Constitution) et les droits substantiels (non listés dans la Constitution).
Les fondements de cette doctrine sont les 5e et 14e amendements de la Constitution américaine, qui interdisent respectivement aux gouvernements fédéral et des États de priver quiconque de vie, liberté ou propriété, sans procédure régulière de loi (due process).
Une procédure régulière (due process) est l'exigence légale selon laquelle l'État doit respecter tous les droits légaux qui sont dus à une personne.
Le principe du substantive due process pose donc la question de savoir si la privation par le gouvernement de la vie, de la liberté ou de la propriété d'une personne est justifiée par un objectif suffisant (autrement dit, si le « due process » a été respecté).
À cette fin, la Cour suprême fédérale s’est arrogé le pouvoir de rendre des « jugements législatifs » en évaluant la législation sur la base de son caractère raisonnable, arbitraire ou contraire à la règle dite de la raison.
La question de savoir si le cinquième ou le quatorzième amendement tend à remplir cette fonction reste très controversée.
La crainte est que des juges non élus de la Cour suprême fédérale puissent imposer leurs préférences politiques à la nation, étant donné que, par définition, les droits non énumérés ne découlent pas directement du texte de la Constitution.
Au moment où FDR est devenu président, la Cour suprême fédérale anti-New Deal s’était servie de ce principe pour invalider de nombreuses législations.
Elle avait par exemple invalidé de nombreuses réglementations économiques visant à améliorer les conditions des travailleurs au motif qu'elles violaient la "liberté contractuelle" de ces derniers, même si cette liberté n'est pas spécifiquement garantie par la Constitution.
Hugo Black fut dès le début un critique de cette confiance dans le pouvoir judiciaire.
Une fois encore, il s’est basé sur une interprétation littérale de la Constitution et sur sa croyance du rôle limité du pouvoir judiciaire : il n’y avait d’après lui aucune base textuelle dans la Constitution pour une telle protection et les juges ne peuvent se servir de leurs convictions personnelles pour invalider les actes de législatures démocratiquement responsables.
Voici comment le juge Black s’est exprimé: "There is no provision of the Constitution which either expressly or impliedly vests power in this Court to sit as a supervisory agency over acts of duly constituted legislative bodies and set aside their laws because of the Court's belief that the legislative policies adopted are unreasonable, unwise, arbitrary, capricious, or irrational. The adoption of such a loose, flexible, uncontrolled standard for holding laws unconstitutional, if ever it is finally achieved, will amount to a great unconstitutional shift of power to the courts which I believe and am constrained to say will be bad for the courts and worse for the country."
À partir du jour où Black a rejoint la Cour, aucune réglementation économique de l'État n'a été invalidée pour cause de violation du « substantive due process ».
Son principal rival sur cette question, ainsi que sur bien d’autres, était le juge Felix Frankfurter.

#### Doctrine de l’incorporation
L'un des aspects les plus remarquables de la jurisprudence du juge Black est certainement sa position en faveur de la doctrine de l’incorporation.
Cette dernière est une doctrine constitutionnelle par laquelle les dispositions de la Déclaration des droits sont rendues applicables aux États par le biais de la clause de procédure régulière du quatorzième amendement (« due process clause »). 
À l'origine, la Déclaration des droits n'était contraignante que pour le gouvernement fédéral, comme l'avait décidé la Cour suprême fédérale dans l'affaire Barron v. Baltimore (1833).
Black était un partisan de la doctrine de l’incorporation totale, c’est-à-dire qu’il revendiquait la nationalisation des huit premiers amendements de la Déclaration des droits (les amendements 9 et 10 étant manifestement liés aux pouvoirs du seul gouvernement fédéral).
Il a défendu sa thèse de l’incorporation dans l’affaire Adamson v. California (1947).
À cette occasion, il s’est basé principalement sur une interprétation historique de la Déclaration des droits : selon lui, le quatorzième amendement, ratifié en 1868, était destiné par ses auteurs à appliquer les dispositions de la Déclaration des droits aux États.
On peut faire un rapprochement entre la doctrine de l’incorporation et celle du substantive due process, développée supra.
En effet, ces deux doctrines ont toutes deux comme fondement la due process clause du quatorzième amendement. Ainsi, cette clause a été utilisée aussi bien pour rendre la plupart de la Déclaration des droits applicable aux États, que pour reconnaître des droits substantiels et procéduraux.
Comme vu précédemment, Black soutenait la première interprétation mais non la seconde.
Il ne souhaitait en effet pas voir la doctrine de l’incorporation élargie pour inclure d'autres « droits fondamentaux » non énumérés (lien avec son rejet du substantive due process).
Ses principaux opposants sur cette question étaient les juges Felix Frankfurter et John Marshall Harlan. Le juge Frankfurter en particulier, s’est vigoureusement opposé à la doctrine de l’incorporation tout au long de sa carrière judiciaire et après sa retraite de la Cour suprême fédérale. Il soutenait que le quatorzième amendement n'incorporait pas la Déclaration des droits en soi, mais protégeait simplement les droits qui sont " implicit in the concept of ordered liberty", ce qui était le standard que le juge Cardozo avait établi auparavant dans l’affaire Palko v. Connecticut.
Il souhaitait que le processus d'incorporation soit progressif et que les juridictions fédérales n’incorporent que les garanties de la Déclaration des droits dont le non-respect par les États « choquerait la conscience ».
Black n’est pas parvenu pas à imposer sa position dans Adamson v. California.
Au cours des années 1930 à 1950, seuls les droits du Premier amendement (tels que le libre exercice de la religion et la liberté d'expression) ont été jugés suffisamment fondamentaux par la Cour suprême fédérale pour être incorporés.
Cependant, avec la retraite de Frankfurter en 1962 et sous la direction du Chief Justice Warren, l'impasse anti-incorporation s’est progressivement débloquée. La plupart des dispositions de la Déclaration des droits qui n'étaient pas encore incorporées ont été appliquées aux États, mais pas par le biais de la théorie de Black. 
En effet, la Cour a préféré suivre une approche appelée « incorporation sélective », par laquelle les juges ont prétendu respecter les règles de base de Frankfurter tout en obtenant les résultats de Black. L’incorporation sélective consiste à appliquer seulement les droits jugés « fondamentaux » aux États et à les incorporer de manière graduelle (c’est-à-dire clause par clause et non tout directement comme le voudrait Black).
Ainsi, bien que la Cour n'ait pas accepté la théorie de l'incorporation totale de Black, le résultat final de sa jurisprudence est très proche de ce que Black préconisait.
À l’heure d’aujourd’hui, toute la Déclaration des droits, quasiment, s’applique de la même manière devant les États et devant le fédéral.
Ici encore, il est possible de faire un lien entre cette doctrine et la politique du New Deal.
En effet, la Déclaration des droits garantit un certain nombre de libertés individuelles et limite le pouvoir du gouvernement dans les procédures judiciaires et autres.
Son application aux États a ainsi eu comme conséquence une limitation de l’action des gouvernements des États, au même titre que le gouvernement fédéral, contre les droits et libertés civils. Cela s’inscrit dans l’esprit du libéralisme du New Deal, qui vise à garantir aux individus plus de libertés individuelles.

### Fin de vie
Hugo Black est décédé le 25 septembre 1971 à l’hôpital naval de Bethesda dans le Maryland aux États-Unis à la suite d’un accident vasculaire cérébral.

## Descendance
Hugo Lafayette Black Jr est le fils de Hugo Black. Il était très fier de son père et a fortement été influencé par celui-ci.
Comme son père, il s’est engagé dans l’armée quand son pays est rentré en guerre (durant la Seconde Guerre Mondiale). Il possède 2 diplômes dont un en droit à Yale law school. Il pratiqua le droit du travail à Birmingham, et a d’ailleurs été répertorié dans le « Best lawyers in America » durant 20 ans.
Il a également voulu suivre les traces de son père concernant la politique mais ce dernier lui a fortement déconseillé en raison des nombreuses attaques politiques qu’il aurait subies. À la suite du conseil de son père, il renonça à son envie de faire de la politique.